# Binowo
Binowo [biˈnɔvɔ] (tiếng Đức: Binow) là một ngôi làng thuộc khu hành chính của Gmina Stare Czarnowo, quận Gryfiński, tỉnh Zachodniopomorskie, ở phía tây bắc Ba Lan. Nó nằm khoảng 10 kilômét (6 mi) phía tây Stare Czarnowo, 13 km (8 mi) phía đông bắc Gryfino và 13 km (8 mi) phía nam thủ đô khu vực Szczecin.
Trước năm 1945, khu vực này là một phần của Đức. Về lịch sử của nơi này, xem  Lịch sử của Pomerania.
Ngôi làng có dân số 270 người.